# Mohammed Dib
Mohammed Dib (Tremecen, Algèria, 1920 - La Celle-Saint-Cloud, França, 2003) va ser un escriptor algerià en llengua francesa.
Va treballar com a mestre i traductor. A les seves obres descriu la vivència dels algerians per a un públic occidental (per aquest motiu va triar el francès com a llengua literària), destacant en el seu compromís polític i per la igualtat. El seu estil beu del realisme clàssic. Va rebre nombrosos premis literaris, entre els quals cal remarcar el Prix Fénéon, el premi de la Francofonia i el Prix Mallarmé. Va conrear tant la novel·la i la poesia com el conte breu.

## Obres
- La Grande Maison, 1952
- L'Incendie, 1954
- Au café, 1955
- Le Métier à tisser, 1957
- Un Été africain, 1959
- Baba Fekrane, 1959
- Ombre gardienne, 1960
- Qui se souvient de la mer, 1962
- La Danse du roi, 1968
- Dieu en barbarie, 1970
- Formulaires, 1970
- Le Maître de chasse, 1973
- L'Histoire du chat qui boude, 1974
- Omneros, 1975
- Habel, 1977
- Feu beau feu, 1979
- Les Terrasses d'Orsol, 1985
- Le Sommeil d'Ève, 1989
- Neiges de marbre, 1990
- Le Désert sans détour, 1992
- L'Infante maure, 1994
- Tlemcen ou les lieux de l'écriture, 1994
- La Nuit sauvage, 1995
- Si Diable veut, 1998
- L'Arbre à dires, 1998
- L'Enfant jazz, 1998
- Le Cœur insulaire, 2000
- Comme un bruit d'abeilles, 2001